# Odrava (gemeente)
Odrava (Duits: Kulsam) is een gemeente in de Tsjechische regio Karlsbad. De gemeente ligt op 422 meter boven zeeniveau aan de gelijknamige rivier Odrava. De autoweg R6 loopt ook door de gemeente.
Naast het dorp Odrava zelf liggen ook de dorpen Dobroše, Mostov, Obilná en Potočiště in de gemeente.

Aš · 
Cheb · 
Dolní Žandov · 
Drmoul · 
Františkovy Lázně · 
Hazlov · 
Hranice · 
Krásná · 
Křižovatka · 
Lázně Kynžvart · 
Libá · 
Lipová · 
Luby · 
Mariënbad (Mariánské Lázně) · 
Milhostov · 
Milíkov · 
Mnichov · 
Nebanice · 
Nový Kostel · 
Odrava · 
Okrouhlá · 
Ovesné Kladruby · 
Plesná · 
Podhradí · 
Pomezí nad Ohří · 
Poustka · 
Prameny · 
Skalná · 
Stará Voda · 
Teplá · 
Trstěnice · 
Třebeň · 
Tři Sekery · 
Tuřany · 
Valy · 
Velká Hleďsebe · 
Velký Luh · 
Vlkovice · 
Vojtanov · 
Zádub-Závišín